# Újezd u Boskovic
Újezd u Boskovic, bis 1992 Újezd (deutsch Aujest, früher Augezd) ist eine Gemeinde in Tschechien. Sie liegt drei Kilometer südlich von Boskovice und gehört zum Okres Blansko.

## Geographie

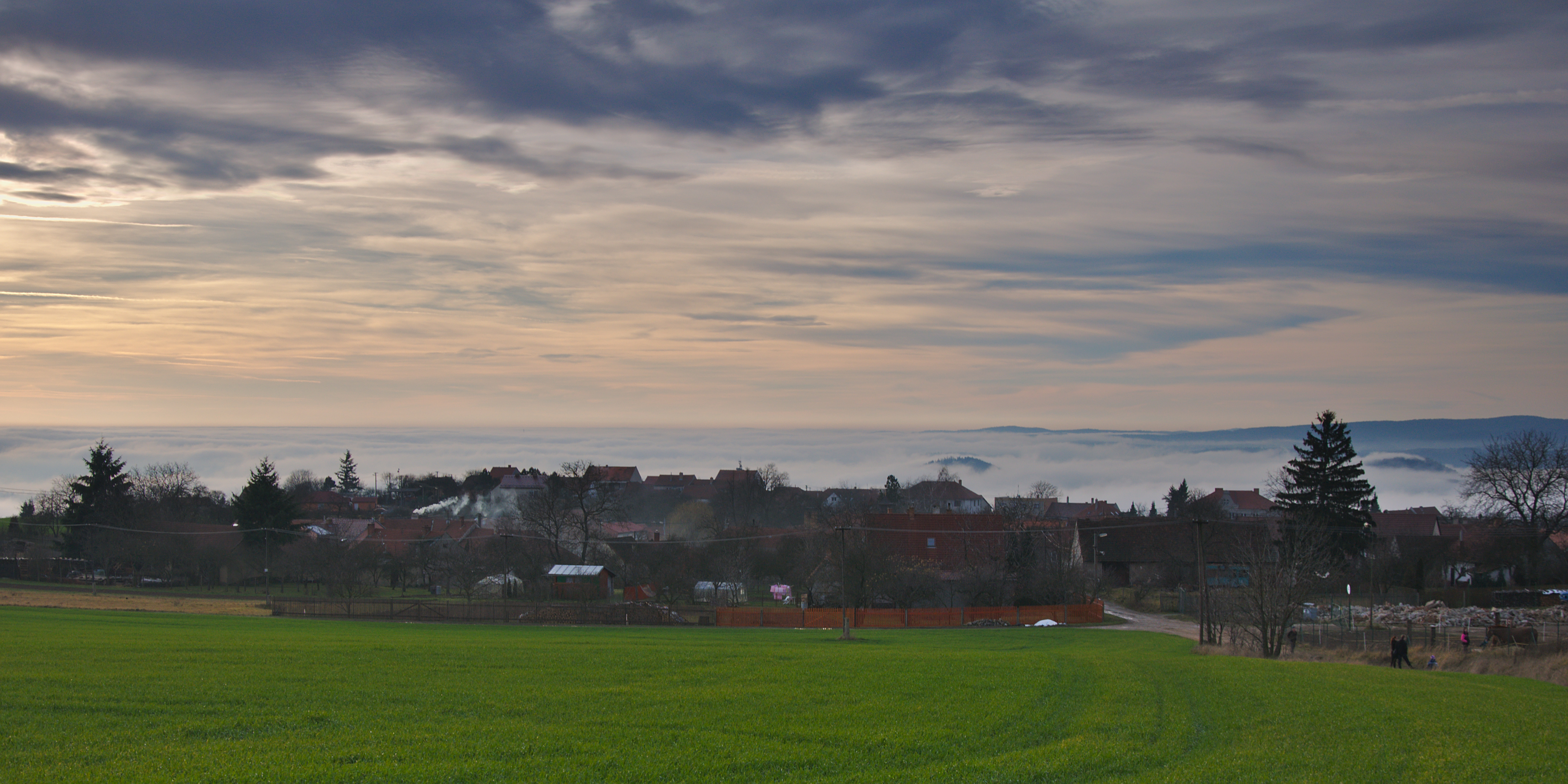
Blick auf Újezd u Boskovic

Újezd u Boskovic befindet sich im Nordwesten des Drahaner Berglandes linksseitig über dem Tal der Svitava. Der Ort liegt – umgeben von Wäldern – auf einer großen Lichtung. Nördlich bildet die Bělá ein tiefes Tal. Im Nordosten erhebt sich die Lipka (563 m), östlich der Holíkov (666 m) und Škatulec (655 m), im Südosten die Jagančí hora und nordwestlich der Na Strážce (547 m). Gegen Osten  liegen die mittelalterlichen Wüstungen Přivyšina, Holíkov und Novošice; südlich die Wüstung Valkounc.
Nachbarorte sind Pilský Dvůr und Boskovice im Norden, Pod Bořím, Hrádkov und Ledková Huť im Nordosten, Valchov und Ludíkov im Osten, Němčice und Kuničky im Südosten, Holešín im Süden, Doubravice nad Svitavou, Klemov und Obora und Südwesten, Lhota Rapotina im Westen sowie Skalice nad Svitavou und Mladkov im Nordwesten.

## Geschichte
Die erste schriftliche Erwähnung des zur Herrschaft Boskovice gehörigen Ortes erfolgte im Jahre 1505. Besitzer des Dorfes waren zu dieser Zeit die Herren von Boskowitz. 1547 verkauften die Boskowitzer die Herrschaft einschließlich der Dörfer Valchov, Velenov, Žďárná, Ludíkov und Protivanov an Simon Eder von Sstiawnicz (Šimon Eder ze Štiavnice). Der Nachbarort Holíkov gilt seit 1567 als wüst. 1569 erwarb das Geschlecht von Zástřizl die Güter. Nachdem die Herren von Zástřízl im Mannesstamme ausgestorben waren, verkaufte Susanne von Zástřízl die Herrschaft Boskowitz 1689 an Walther Graf von Dietrichstein. Das älteste Ortssiegel stammt aus dem Jahre 1703. Zu Beginn des 18. Jahrhunderts bestand das Dorf aus 18 Anwesen. 1793 lebten in den 43 Chaluppen des Dorfes 283 Personen. 1848 hatte der Ort 467 Einwohner und war auf 58 Häuser angewachsen. Bis zur Mitte des 19. Jahrhunderts blieb Újezd immer nach Boskovice untertänig.
Nach der Aufhebung der Patrimonialherrschaften bildete Újezd ab 1850 eine Gemeinde in der Bezirkshauptmannschaft Boskovice. Die Volksschule in Újezd wurde 1862 eingerichtet. Nach dem Erlöschen des Hauses Dietrichstein fielen die Güter 1864 den Grafen Mensdorff-Pouilly zu. Im Jahre 1900 lebten in den 99 Häusern des Ortes 602 Menschen. Mit Beginn des Jahres 1961 wurde Újezd dem Okres Blansko zugeordnet. 1981 wurde Újezd nach Boskovice eingemeindet. Im Januar 1993 entstand die Gemeinde wieder, seitdem trägt sie den Namen Újezd u Boskovic. Gepfarrt ist das Dorf seit eh und jeh nach Doubravice nad Svitavou.

## Gemeindegliederung
Für die Gemeinde Újezd u Boskovic sind keine Ortsteile ausgewiesen.

## Sehenswürdigkeiten
- Burg Boskovice, nördlich des Dorfes über der Bělá
- Reste der Burg Bašta, nördlich des Dorfes über der Bělá
- Schloss Rovná, nordwestlich des Ortes über der Bělá
- Reste der Burg Doubravice, südlich von Újezd